# BBIQ光テレビ
BBIQ光テレビ（ビビックひかりテレビ）は、九州電力グループのQTnet（旧称:九州通信ネットワーク）が展開するケーブルテレビ。

## 概要
2007年、鹿児島市でHFC方式のケーブルテレビ事業を展開していた鹿児島有線テレビ（フューチャーTV）の事業を引き継ぐ現地子会社・鹿児島光テレビ株式会社を設立。5月10日からインターネットプロバイダー・BBIQを提供する地域を中心にFTTH（光ファイバー）方式のデジタル放送の配信を電気通信役務利用放送法による有線役務利用放送として事業者登録し開始。
2010年にはQTNet本体直轄により福岡県に進出し、福岡市・久留米市・北九州市とその周辺市町村（福岡市以外2011年開始）で有線テレビジョン放送法によるFTTH方式の有線テレビジョン放送として開始。同年に鹿児島光テレビは九州通信ネットワークへ有線役務利用放送事業を引き継ぎ解散している。
2014年10月1日 - は熊本県（熊本市など周辺地域）でもサービスの提供を開始。
また同年2月1日 - は大分県の大分ケーブルテレコムと提携し、「OCT光テレビ with BBIQ」のサービスを開始。当初は大分市と由布市挾間町の一部で提供。同4月より左記対象地域のほぼ全域に拡大した。
2015年3月2日 - 2021年12月31日は宮崎県宮崎市およびその周辺地域でサービスを展開している宮崎ケーブルテレビ（MCN）との業務提携を行い、「BBIQ光インターネット」と「MCN（HDプレミアコース）」の両方に加入すると月額料金が割引となる「MCNテレビ with BBIQ」を提供していた。
また2018年1月4日 - は宮崎市内限定でBBIQ光テレビの直営サービスを開始。地上波放送については県内４チャンネルのみの提供となっていたが、2020年7月1日より鹿児島民放2局（KKB鹿児島放送・KYT鹿児島読売テレビ）の区域外再放送を配信開始。KKBとKYTを視聴するためにはセットトップボックス（STB）が必要となる。

## サービス対象エリア
何れもBBIQの光ファイバーインターネットサービスを提供している地域に限る。

### 直営
- 福岡県
  - 福岡都市圏：福岡市、宗像市、福津市、古賀市、糟屋郡（新宮町、篠栗町、粕屋町、須恵町、志免町、宇美町）、糸島市、春日市、大野城市、太宰府市、筑紫野市、那珂川市
  - 北九州・京築：北九州市、中間市、遠賀郡（芦屋町、水巻町、遠賀町、岡垣町）、行橋市、京都郡苅田町
  - 筑豊：直方市、鞍手郡鞍手町、飯塚市
  - 筑後：小郡市、久留米市、筑後市、八女市、大牟田市
- 熊本県
  - 熊本市、合志市、宇城市、宇土市、上益城郡（益城町、嘉島町）、菊池郡（菊陽町、大津町の一部）
- 宮崎県
  - 宮崎市
- 鹿児島県（鹿児島光テレビ）
  - 鹿児島市

### 業務提携
- 大分県（大分ケーブルテレコム提携）
  - 大分市（一部除く）、由布市のうち挟間町地域

## チャンネルプラン
BBIQ光テレビでは下記5通りのプランが提供されている。
※のプランは宮崎エリアでは利用不可（CS放送の専門チャンネルを含むプランについては、宮崎ケーブルテレビが提供を行っている）。
- 地デジ・BSプラン
- 地デジ・BSプラン（WOWOWパック）
- 地デジ・BSプラン（スターチャンネルパック）
- ベーシックプラン ※
- プレミアプラン ※

## 福岡県・熊本県・宮崎県の放送チャンネル

### 地上波系列別再送信局
| 県別   | NHK-G             | NHK-E             | NNN / NNS        | ANN          | JNN         | TXN         | FNN / FNS    | JAITS |
| ------ | ----------------- | ----------------- | ---------------- | ------------ | ----------- | ----------- | ------------ | ----- |
| 福岡県 | NHK福岡 NHK北九州 | NHK福岡 NHK北九州 | 福岡放送         | 九州朝日放送 | RKB毎日放送 | TVQ九州放送 | テレビ西日本 |       |
| 熊本県 | NHK熊本           | NHK熊本           | 熊本県民テレビ   | 熊本朝日放送 | 熊本放送    |             | テレビ熊本   |       |
| 宮崎県 | NHK宮崎           | NHK宮崎           | 鹿児島読売テレビ | 鹿児島放送   | 宮崎放送    | テレビ宮崎  |              |       |

### 地上デジタル
- 基本コース（ライトプラン含む）・オプション契約を問わず視聴可能（NHK受信料別途要だが法人割引適用あり）。
- 宮崎エリアで鹿児島民放2局の区域外再放送を視聴するためにはセットトップボックス（STB）が必要。

| ch   | 配信チャンネル  | 配信チャンネル         | 配信チャンネル    | 配信チャンネル      |
| ch   | 福岡都市圏 筑後 | 北九州都市圏 京築 筑豊 | 熊本市周辺        | 宮崎市              |
| ---- | --------------- | ---------------------- | ----------------- | ------------------- |
| D011 | KBC九州朝日放送 | KBC九州朝日放送        | NHK熊本総合       | NHK宮崎総合         |
| D021 | NHK福岡Eテレ    | NHK北九州Eテレ         | NHK熊本Eテレ      | NHK宮崎Eテレ        |
| D031 | NHK福岡総合     | NHK北九州総合          | RKK熊本放送       | UMKテレビ宮崎       |
| D041 | RKB毎日放送     | RKB毎日放送            | KKT熊本県民テレビ | KYT鹿児島読売テレビ |
| D051 | FBS福岡放送     | FBS福岡放送            | KAB熊本朝日放送   | KKB鹿児島放送       |
| D061 |                 |                        |                   | MRT宮崎放送         |
| D071 | TVQ九州放送     | TVQ九州放送            |                   |                     |
| D081 | TNCテレビ西日本 | TNCテレビ西日本        | TKUテレビ熊本     |                     |

### BSデジタル

#### 無料放送
基本コース（ライトプラン含む）・オプション契約を問わず視聴可能（NHK受信料別途要だが法人割引適用あり。）。
| ch                             | 局名         |
| ------------------------------ | ------------ |
| BS101 - 102                    | NHK BS       |
| BS141 - 143                    | BS日テレ     |
| BS151 - 153                    | BS朝日       |
| BS161 - 163                    | BS-TBS       |
| BS171 - 173                    | BSテレビ東京 |
| BS181 - 183                    | BSフジ       |
| BS200                          | BS10         |
| BS211                          | BS11         |
| BS222                          | TwellV       |
| BS231 - 233 (TV) BS531 (Radio) | 放送大学学園 |

#### 有料放送
別途それぞれの局と契約必要。
| ch    | 局名                 |
| ----- | -------------------- |
| BS191 | WOWOWプライム        |
| BS192 | WOWOWライブ          |
| BS193 | WOWOWシネマ          |
| BS201 | BS10スターチャンネル |

### 専門チャンネル
番号設定はJ:COM同様独自の基準に基づいて行っている。以下“×”は電波放送がBSに移行したか、移行する予定のチャンネル。（×）は、BSで新規に放送を開始したチャンネル。
なお、宮崎エリアのBBIQ光テレビでは「ベーシックプラン」「プレミアプラン」が提供されていないため、専門チャンネルを視聴するためには業務提携先の宮崎ケーブルテレビ（MCN）に加入する必要がある。

#### ベーシックHD/プレミアHD標準コース
※以下にあげたチャンネルはライトプランでも一部別途オプション契約すれば視聴出来るものがある（通販系はライトプランでも無料視聴可能。）。
- ×J SPORTS（1〜3）
- スカイ・エー
- GAORA SPORTS
- 日テレジータス
- ゴルフネットワーク
- カートゥーンネットワーク
- ×アニマックス
- キッズステーション
- ×ディズニーチャンネル
- ディズニージュニア
- フジテレビONE・TWO
- 女性チャンネル♪LaLa TV
- TBSチャンネル1
- テレ朝チャンネル1
- えんてれ
- TBS NEWS
- 日経CNBC
- 日テレNEWS24
- MTV
- MUSIC ON! TV
- スペースシャワーTV
- 時代劇専門チャンネル
- ×日本映画専門チャンネル
- チャンネルNECO
- ムービープラス
- ザ・シネマ
- （×）Dlife
- アクションチャンネル
- ファミリー劇場
- スーパー!ドラマTV
- ホームドラマチャンネル
- アジアドラマチックTV
- チャンネル銀河
- ディスカバリーチャンネル
- ヒストリーチャンネル
- ナショナルジオグラフィックチャンネル
- MONDO TV
- 囲碁・将棋チャンネル
- （×）釣りビジョン
- ショップチャンネル
- QVC
- MALL OF TV
- BSジャパネクスト
- ジュエリー☆Gem Shopping TV

#### プレミアHD標準コース
上記各チャンネルに加えて
- ゴルフネットワーク
- KBS WORLD TV
- 日テレプラス
- テレ朝チャンネル２
- BBCワールドニュース
- 歌謡ポップスチャンネル
- V☆パラダイス

#### オプション
- ×J SPORTS 4
- SPEEDチャンネル
- （×）グリーンチャンネル
- アニメシアターX
- フジテレビNEXT
- Mnet
- 衛星劇場
- 東映チャンネル

以下未成年者契約不可
- プレイボーイチャンネル
- ピンクチェリー
- レインボーチャンネル
- パラダイステレビ

#### ペイ・パー・ビュー
- V☆パラダイス
- Mnet
- アニメシアターX

以下未成年者契約不可
- プレイボーイ チャンネル
- レインボーチャンネル
- ミッドナイト・ブルー
- パラダイステレビ
- ピンクチェリー